# لقنورية
اللقنورية (الاسم العلمي: Lecanoraceae) هي فصيلة من الفطريات تتبع رتبة اللقنوريات من طائفة اللقنورانية.

## أجناس
- اللقنورة
- اللسيديلا